# Henry Poole MacKeen
Henry Poole MacKeen, personnalité politique canadienne, fut Lieutenant-gouverneur de la province de Nouvelle-Écosse de 1963 à 1968.